# Der Israelit des neunzehnten Jahrhunderts
Der Israelit des neunzehnten Jahrhunderts, mit wechselnden Nebentiteln wie unter anderem Eine Wochenschrift für Fortschritt und Reform im Judentum, war eine deutschsprachige reformorientierte jüdische Wochenzeitung, die von Oktober 1839 bis zur Einstellung am 25. Juni 1848 sonntäglich erschien.

Begründet wurde die Zeitschrift vom Landesrabbiner des Großherzogtums Sachsen-Weimar-Eisenach Mendel Heß als 

„reformorientiertes "religiöses Blatt", das die "Idee des Judenthums" angesichts der zunehmenden Säkularisierung aktualisieren und einer aufgeklärten Leserschaft vermitteln wollte.“

Im letzten Erscheinungsjahr wurde Samuel Holdheim Mitherausgeber der Zeitschrift.
Das Internetarchiv jüdischer Periodika Compact Memory enthält den Bestand der Zeitschrift, mit Ausnahme des Jahrgangs 1839.